# بنجامین استون (هنرپیشه)
 بنجامین استون (انگلیسی: Benjamin Stone؛ زادهٔ ۳ آوریل ۱۹۸۷) یک هنرپیشه اهل بریتانیا است.